# Senaki
Senaki (georgiană სენაკი) este un oraș din Samegrelo-Zemo Svaneti, Georgia.